# Bure (chata)

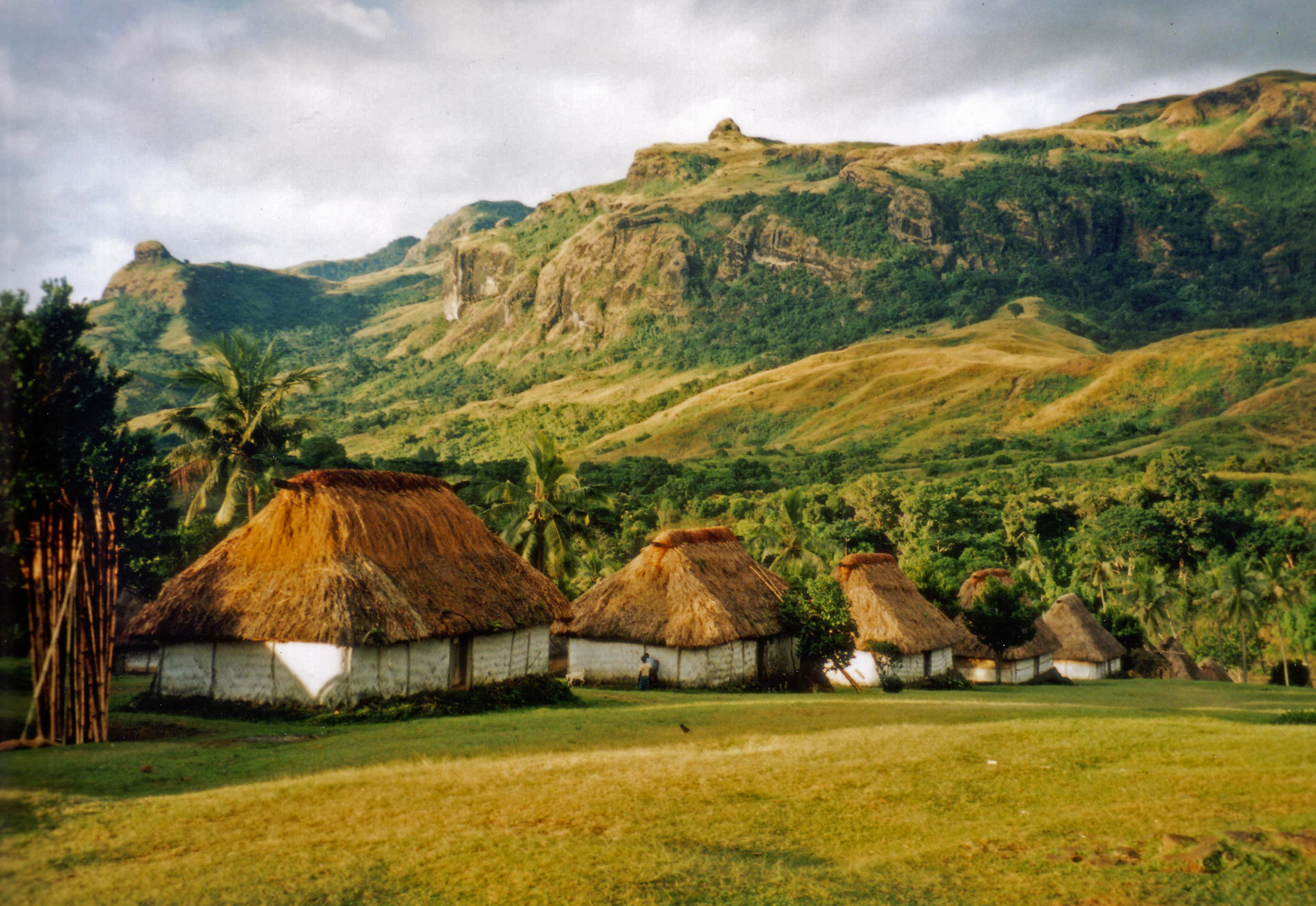
Fidżyjskie bure we wsi Navala

Bure – fidżyjskie słowo oznaczające drewnianą chatę ze słomianym dachem, z wyglądu zbliżoną do domu zrębowego.
Tradycyjnie, etniczni mieszkańcy wysp Fidżi zamieszkiwali dwa rodzaje chat bure. Chaty rodzinne – vale, a także chaty dedykowane wyłącznie dla obrzezanych mężczyzn, członków lokalnych klanów – bures. Oba rodzaje chat miały tylko jedne niskie drzwi wejściowe. Zazwyczaj były ciemnie i zadymione w środku, ponieważ nie miały okien, dodatkowo w chatach vale były doły paleniskowe. Podłogi w bure wykładano liśćmi paproci i trawą, a następnie liśćmi pandanu lub grubymi matami z liści kokosa.